# Le Prince blessé et autres nouvelles
Le Prince blessé et autres nouvelles est un recueil de contes, de textes poétiques et de nouvelles de René Barjavel publié en 1974 chez Flammarion.
Ce recueil contient toutes les nouvelles de l'auteur réunies en un seul petit volume, Barjavel ayant surtout écrit des romans.

## Présentation
Ces contes et nouvelles sont hétéroclites et traitent d'univers différents. On peut y trouver des contes orientalistes (Le Prince blessé), des historiettes urbaines qui peignent Paris, et qui ne sont pas sans rappeler Baudelaire (Monsieur Lery, Monsieur Charton), ou bien une ville imaginaire (« Chussy », Les Enfants de l'ombre), des poèmes en prose sur divers animaux (Les Bêtes, I-VII), des nouvelles de science-fiction (L'Homme fort et Béni soit l'atome), et enfin, des histoires d'amour fantastiques et pacifistes (Les mains d'Anicette, Péniche et La Fée et le Soldat).

A propos de son recueil de nouvelles René Barjavel écrira :
« Un écrivain professionnel débute dans son métier à la maternelle, quand il trace son premier bâton. Voici toutes les nouvelles que j’ai écrites depuis ce temps-là. Ce n’est pas beaucoup, même si j’en ai oublié une ou deux quelque part au fond d’une saison. Il y en a de bonnes et de moins bonnes, mais ce qui me satisfait, c’est que la meilleure est la plus récente. L’âge n’apporte donc pas que l’usure. Puissiez vous prendre, plus ou moins, du plaisir à toutes. Et si l’une vous ennuie, excusez la faute de l’auteur. »

### Les titres
Le recueil comprend seize titres en prose :
- Le Prince blessé
- Monsieur Lery
- Monsieur Charton
- Les Bêtes I - Le Têtard
- Les Enfants de l'ombre
- Les Bêtes II - Les Lionnes
- Les Mains d'Anicette
- Les Bêtes III - Le Papillon
- Péniche
- Les Bêtes IV - La couleuvre
- La fée et le soldat
- Les Bêtes V - Les Loups
- L'Homme fort
- Les Bêtes VI - La Créature
- Béni soit l'atome
- Les Bêtes VII - Elle